# Валлеве
Валлеве (італ. Valleve) — муніципалітет в Італії, у регіоні Ломбардія, провінція Бергамо.
Валлеве розташоване на відстані близько 510 км на північний захід від Рима, 80 км на північний схід від Мілана, 39 км на північ від Бергамо.
Населення — 139 осіб (2014).

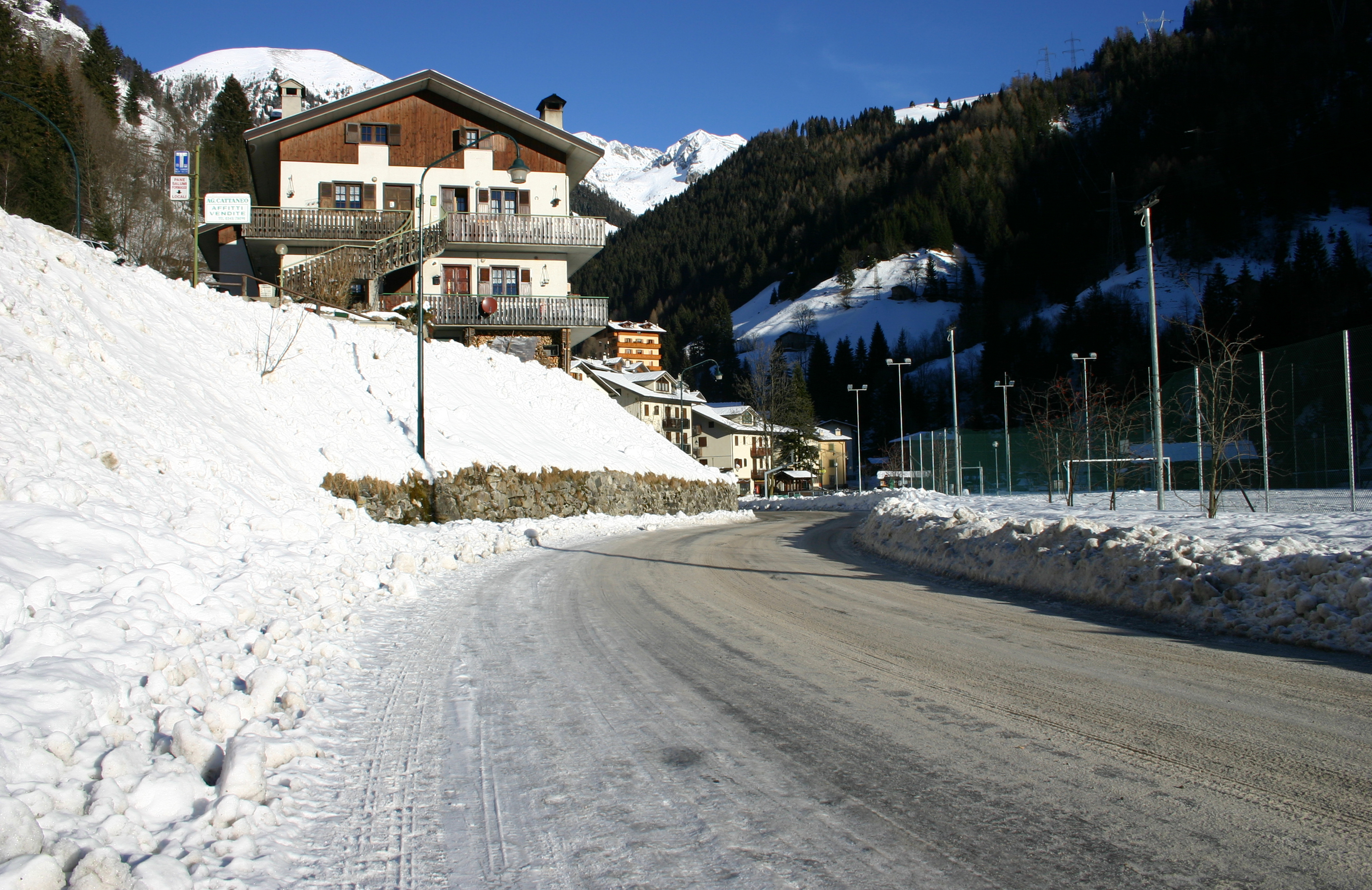

Щорічний фестиваль відбувається 29 червня. Покровитель — святий Петро.

## Демографія
Населення за роками:

Станом на 1 січня 2023 року в муніципалітеті офіційно проживали 2 іноземці з 2 країн, серед них 1 громадянин країн Євросоюзу.

## Сусідні муніципалітети
- Бранці
- Карона
- Фопполо
- Меццольдо
- П'яццаторре
- Тартано